# Йорма Валтонен
Йорма Валтонен (фін. Jorma Valtonen, нар. 22 грудня 1946, Турку) — фінський хокеїст, що грав на позиції воротаря. Грав за збірну команду Фінляндії.

## Ігрова кар'єра
Професійну хокейну кар'єру розпочав 1964 року.
Протягом професійної клубної ігрової кар'єри, що тривала 24 роки, захищав кольори команд ТПС, РУ-38, «Ессят», «Йокеріт», «Валь-Гардена», «Аллеге» та «Мюнхен 70».
Виступав за збірну Фінляндії.

## Тренерська кар'єра
Після завершення ігрової кар'єри Валтонен був головним тренером жіночої збірної Фінляндії та жіночої команди ТПС. Згодом він прийняв пропозицію ярославського «Локомотива» стати тренером воротарів. 7 вересня 2011 у день катастрофи фін залишився у місті працювати з молодіжним складом.
У 2015 Йорма повернувся до Італії, де став тренером свого колишнього клубу «Валь-Гардена».

## Нагороди та досягнення
- Чемпіон Фінляндії в складі «Ессят» — 1967, 1971.
- Чемпіон Фінляндії в складі «Йокеріт» — 1973.
- Чемпіон Італії в складі «Валь-Гардена» — 1976.
- Найкращий воротар чемпіонату світу — 1972.